# The Sounds of Jimmy Smith
| Recensione | Giudizio |
| ---------- | -------- |
| AllMusic   | [ 2 ]    |

The Sounds of Jimmy Smith è un album discografico dell'organista jazz statunitense Jimmy Smith, pubblicato dalla casa discografica Blue Note Records nell'agosto del 1959.

## Tracce

### LP
Lato A
1. There Will Never Be Another You – 5:32 (Mack Gordon, Harry Warren) – Registrato il 13 febbraio 1957
2. The Fight – 5:02 (Jimmy Smith) – Registrato il 13 febbraio 1957
3. Blue Moon – 8:40 (Lorenz Hart, Richard Rodgers) – Registrato il 13 febbraio 1957

Lato B
1. All the Things You Are – 5:34 (Oscar Hammerstein II, Jerome Kern) – Registrato il 13 febbraio 1957
2. Zing! Went the Strings of My Heart – 8:34 (James F. Hanley) – Registrato l'11 febbraio 1957
3. Somebody Loves Me – 5:11 (George Gershwin) – Registrato il 12 febbraio 1957

### CD
Edizione CD del 2004, pubblicato dalla Blue Note Records (0946 3 11426 2 8)
1. There Will Never Be Another You – 5:32 (Mack Gordon, Harry Warren)
2. The Fight – 5:02 (Jimmy Smith)
3. Blue Moon – 8:40 (Lorenz Hart, Richard Rodgers)
4. All the Things You Are – 5:34 (Oscar Hammerstein II, Jerome Kern)
5. Zing! Went the Strings of My Heart – 8:34 (James F. Hanley)
6. Somebody Loves Me – 5:11 (Ballard MacDonald, Buddy DeSylva, George Gershwin)
7. First Night Blues – 8:02 (Jimmy Smith) – Traccia bonus - Registrato l'11 febbraio 1957
8. Cherokee – 8:09 (Ray Noble) – Traccia bonus - Registrato il 13 febbraio 1957
9. The Third Day – 6:41 (Jimmy Smith) – Traccia bonus - Registrato il 13 febbraio 1957

## Musicisti
There Will Never Be Another You / The Fight / Blue Moon / All the Things You Are / Cherokee / The Third Day
- Jimmy Smith - organo
- Eddie McFadden - chitarra (brani: There Will Never Be Another You, Blue Moon, Cherokee e The Third Day)
- Donald Bailey - batteria (brani: There Will Never Be Another You, Blue Moon, Cherokee e The Third Day)

Zing! Went the Strings of My Heart / First Night Blues
- Jimmy Smith - organo
- Eddie McFadden - chitarra
- Art Blakey - batteria

Somebody Loves Me
- Jimmy Smith - organo
- Eddie McFadden - chitarra
- Donald Bailey - batteria

Note aggiuntive
- Alfred Lion - produttore
- Rudy Van Gelder - ingegnere delle registrazioni
- Harold Feinstein - foto copertina album originale
- Leonard Feather - note retrocopertina album originale [3]